# Рвање на Летњим олимпијским играма 1896.
Рвање грчко-римским стилом је било један од спортова на Олимпијским играма 1896.. Одржано је у организацији Пододбора МОК-а за рвање и гимнастику 10. и 11. априла.
Такмичари нису били подељени у тежинске категорије. Такође, није било прецизних правила. Време борбе није било ограничено, и иако се мислило да се такмичења одвијају у грчко-римски стилу, такмичарима је било дозвољено и хватање испод појаса, што је касније било карактеристично за слободан стил.
Победио Немац Карл Шуман. Момчило Тапавица који је представљао Мађарску, изгубио је у четвртфиналу тако да није напредовао у даље борбе и завршио је на 4. месту.

## Земље учеснице
Учествовало је 5 такмичара из 4 земље.
- Немачка (1)
- Уједињено Краљевство(1)
- Грчка {2}
- Мађарска (1)

| Дисциплина   |                              |                      |                              |
| Рвање детаљи | Карл Шуман · Немачко царство | Јоргос Цитас · Грчка | Стефанос Кристопулос · Грчка |

Медаље су додељене ретроактивно од МОКа, јер су на Олимпијским играма 1896. медаље добијали само победници сребрну, другопласирани бронзану, а трећи нису добијали никакву награду.

### Биланс медаља
|    | Земља           |   |   |   |   |
| -- | --------------- | - | - | - | - |
| 1. | Немачко царство | 1 | 0 | 0 | 1 |
| 2. | Грчка           | 0 | 1 | 1 | 2 |

Уједињено Краљевство и Мађарска нису освојили ниједну медаљу.